# Prémontré
Prémontré ist eine französische Gemeinde mit 596 Einwohnern (Stand 1. Januar 2022) im Département Aisne in der Region Hauts-de-France. Sie gehört zum Arrondissement Laon und zum Kanton Laon-1.
Prémontré ist weltweit bekannt durch den nach dem Ort benannten Prämonstratenser-Orden. Norbert von Xanten gründete 1120 die Abtei Prémontré als erstes Chorherrenstift des Ordens. Erster Abt war Hugo von Fosses.

## Geografie
Die Gemeinde Prémontré liegt 14 Kilometer westlich von Laon und 21 Kilometer nördlich von Soissons in einem schmalen Seitental der Ailette. Nachbargemeinden von Prémontré sind Saint-Nicolas-aux-Bois im Norden, Cessières-Suzy im Osten, Wissignicourt im Südosten, Brancourt-en-Laonnois im Süden, Bassoles-Aulers im Südwesten, Fresnes-sous-Coucy im Westen sowie Septvaux im Nordwesten.

## Bevölkerungsentwicklung
| Jahr                       | 1962 | 1968 | 1975 | 1982 | 1990 | 1999 | 2006 | 2016 | 2022 |
| Einwohner                  | 1872 | 2024 | 2039 | 1490 | 1070 | 775  | 769  | 662  | 596  |
| Quellen: Cassini und INSEE |      |      |      |      |      |      |      |      |      |

## Sehenswürdigkeiten
- Abtei Prémontré: Die ursprünglichen Gebäude des 1120 gegründeten Klosters wurden schon bald zu klein; um 1140–1150 wurde an versetzter Stelle ein neues Kloster errichtet. Im 18. Jahrhundert wurde es im Stil des Barock völlig neu erbaut. Die Abtei wurde 1790 im Zuge der Französischen Revolution aufgehoben; die Bibliothek und die ursprüngliche Inneneinrichtung sind nicht mehr vorhanden. Die Gebäude werden heute als psychiatrisches Krankenhaus genutzt; nur ein kleiner Teil ist öffentlich zugänglich.

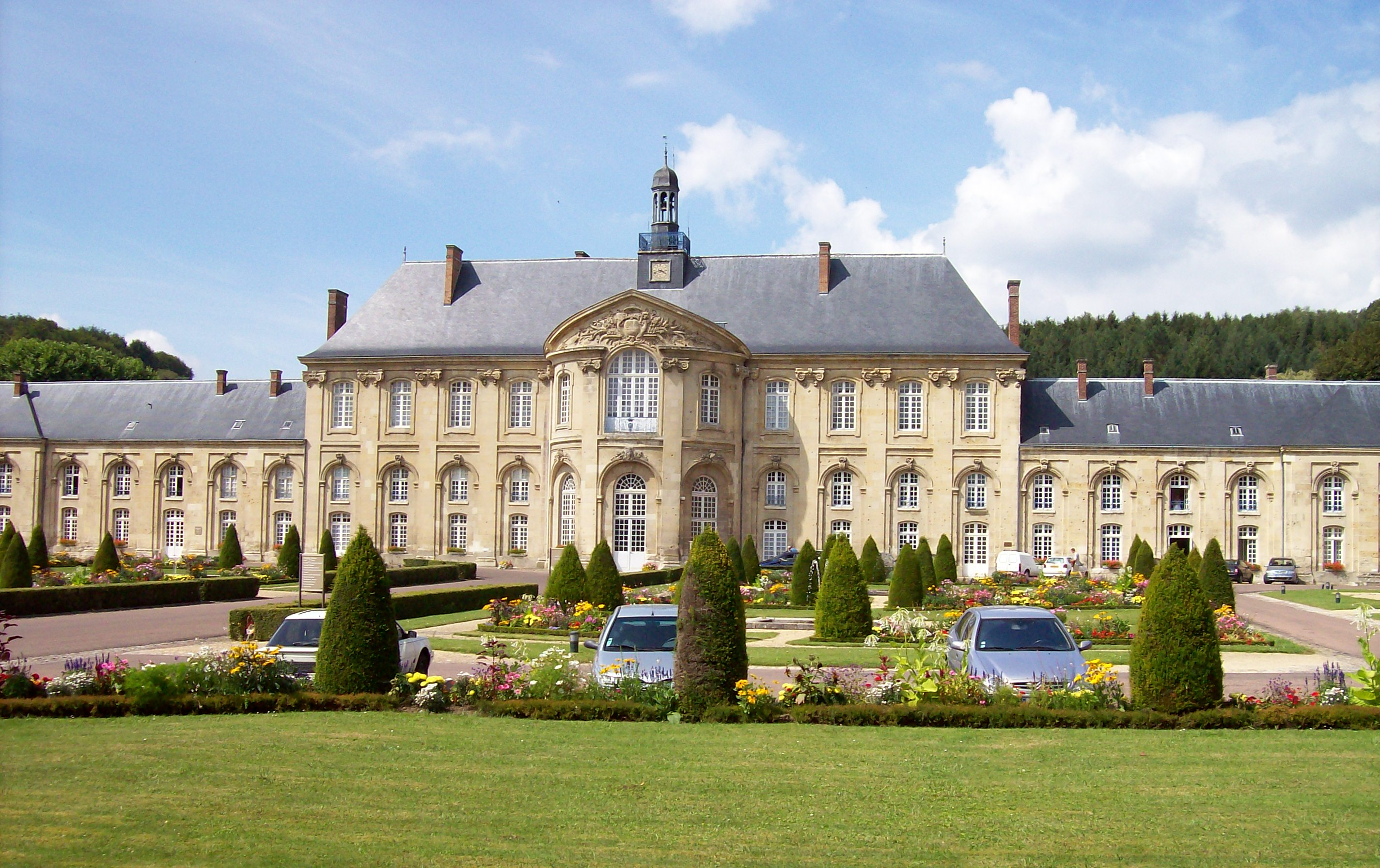
Abtei Prémontré
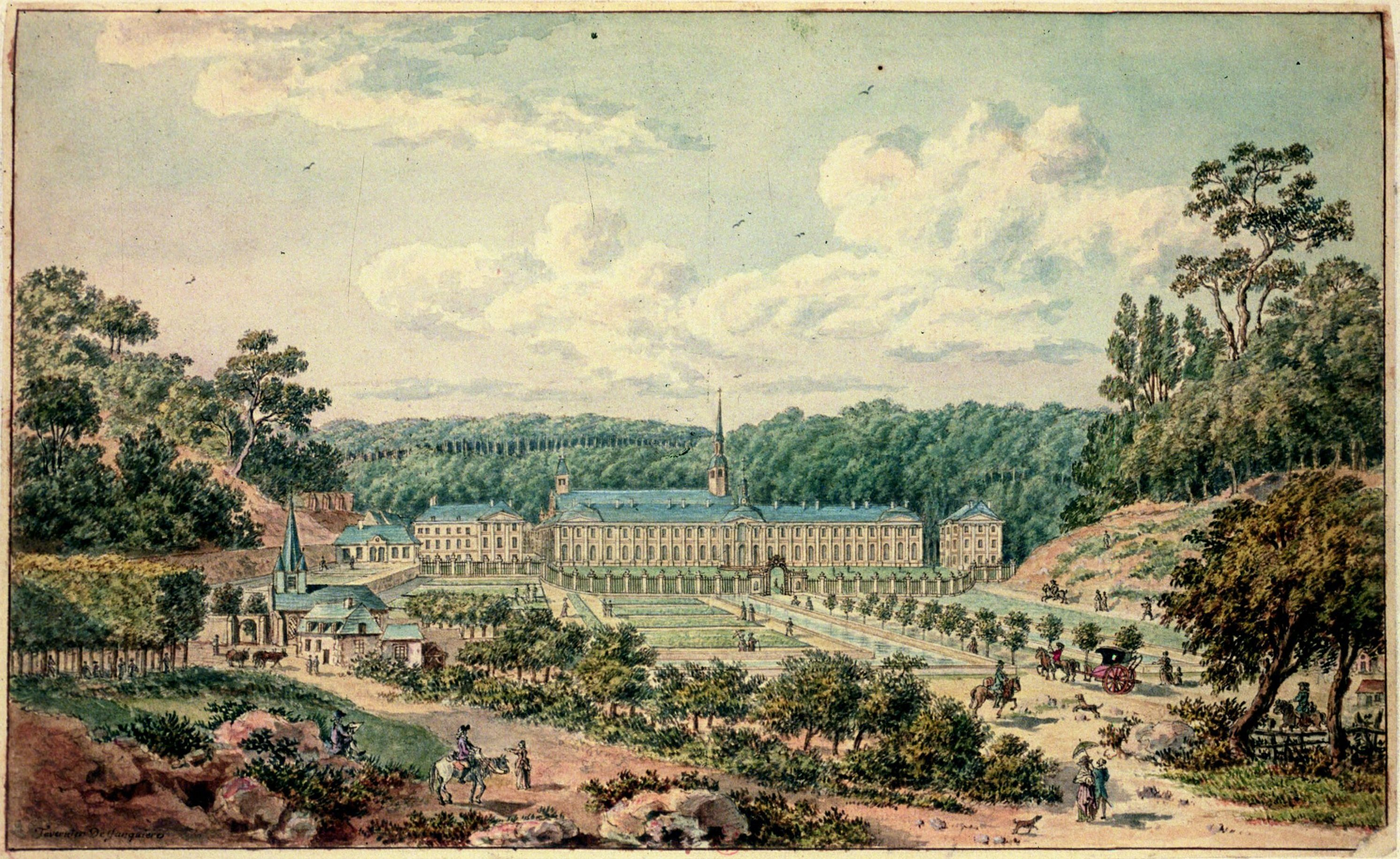
Abtei Prémontré in den 1780er Jahren
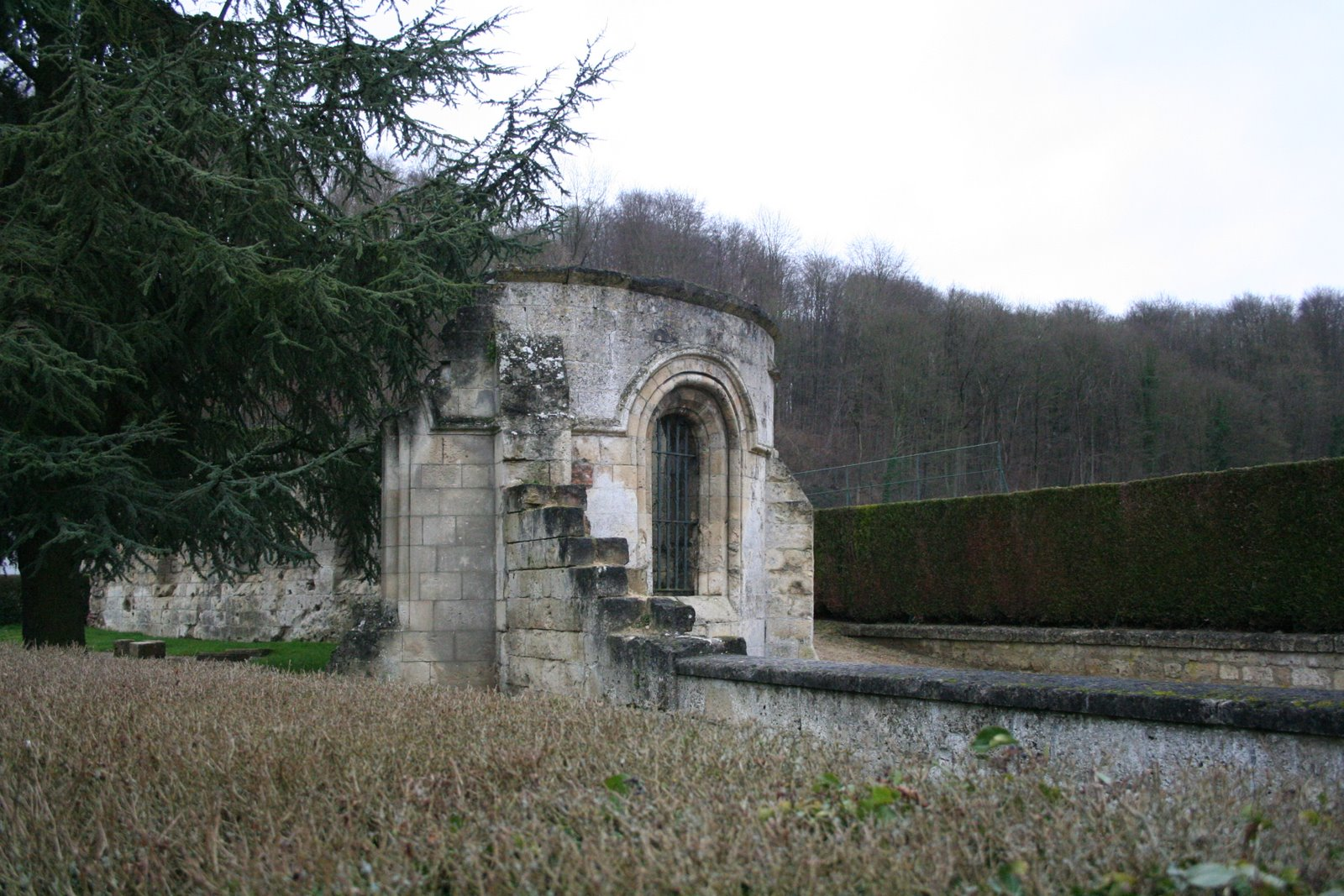
Ehemalige Abteikirche